# 香港問題半年報告
《香港問題半年報告》（亦稱為《香港半年報告書》或簡稱《香港半年報告》）是英國政府每半年向國會提交關於《中英聯合聲明》在香港的實行情況的報告。第一份報告發表於1997年7月。

## 過往报告

### 2017年
2016年7月至12月份報告提及香港立法會宣誓風波、人大第五次釋法等事件。香港政府回應指「一國兩制」已成功落實，為國際社會有目共睹。

### 2018年
報告指「一國兩制」在香港運作順利，但以香港政府禁止香港民族黨運作、取消部分選舉候選人資格、驅逐記者出境等事例，指出「高度自治」正被削弱。香港政府回應指英國政府不應干預香港事務。

### 2020年
该次报告对中国全国人大常委会通过《香港国安法》及取消多名立法會議員資格提出质疑，认为嚴重違反《中英聯合聲明》，質疑其對「一國兩制」承諾。对此，中國外交部發言人趙立堅于11月24日表示：「過去，英國在殖民統治時期沒有給過香港民主，今天，英國也沒有資格當判官」。

### 2021年
當年報告指中國政府镇压不同政见人士，压制不同政治观点的表达，破坏香港的高度自治、权利及自由，不遵守《中英联合声明》。

### 2022年
2022年3月31日，英國政府向國會提交香港半年報告，批評中國和港府繼續破壞《中英聯合聲明》中賦予香港人民的權利和自由，並形容是「以犧牲香港的自治和生活方式為代價，重新定義『一國兩制』的框架。」報告由英國外相卓慧思撰寫。報告的前言提到，中國推出《港區國安法》不足兩年時間，香港的反對派被打壓，異議聲音被視為有罪，「煽動叛亂等過時的罪行已成為另一種手段，用作打擊任何異議聲音」，直言國安法「已經摧毀了香港的公民社會」，香港的組織和個人因害怕被捕和入獄而被迫解散或自我審查，不同的工會、學生組織都受影響，例如每年負責紀念六四的香港支聯會。報告亦批評港府繼續打壓媒體，《立場新聞》等被迫停運，並提到總部位於英國的人權組織「香港監察」亦成了國安法的目標，形容這是一個令人震驚和不能接受的例子，反映有關當局試圖利用國安法審查香港境外的人士。另外，香港幾乎所有反對派被扣押、被拘捕或被迫離開香港，政治反對派亦被剔除出香港立法會，形容是「沒有留下有意義的政治辯論空間。」卓慧思表示，香港的情況令人擔憂，她與副首相、英国最高法院院長韋彥德討論後，一致認為英國法官不能在香港終審法院任職。「香港的政治和法律局勢現在已經惡化到無法再讓英國法官參與。」卓慧思解釋，英國為了捍衛自由和民主的原則而做出這一決定，他們很清楚國安法違反《中英聯合聲明》規定的香港高度自治，加上北京幾乎完全控制香港的立法、司法機構被要求執行中國的法律及其所包含的價值觀，而這不符合英國的價值觀。英國作為《中英聯合聲明》簽署國，有責任就中國不遵守聲明發聲。她說，英國政府會堅持開放英國國民（海外）簽證的政策，2022年2月24日起，英國國民（海外）持有人的子女可獨自申請該簽證。截至2021年底，當局已接到103,900份申請。

### 2023年
2023年5月25日，英國外交部就2022年7月1日至12月31日期間的香港情況向英國國會提交《香港半年報告書》，前言指出，英國與香港人「有著源遠流長的歷史聯繫及友誼」，不少香港人透過「英國國民（海外）簽證」移居英國，並已經為英國社會作出重大貢獻。《報告書》提到，中國和香港政府的行動持續侵蝕香港社會、法律及司法制度。英國呼籲及敦促中國及香港政府執行联合国人权理事会於2022年7月發表的《公民权利及政治权利国际公约》報告中所提出的建議，包括廢除《香港國安法》。《報告書》指出，香港正利用《國安法》及過時的煽動罪逮捕、迫害、壓制及抹黑異見人士，當中故意針對著名民主派領袖、新聞工作者及從政者，包括《蘋果日報》創辦人、英國公民黎智英；初選47人、《立場新聞》編輯等，多數被告在不獲保釋的情況下被囚逾兩年，而數千人仍在等待當局通知是否檢控。香港新聞自由亦受到越來越大的壓力，對新聞工作者的起訴仍然持續。《報告書》又關注及批評「完善地區治理建議方案」及《法律執業者條例》修訂，即大幅縮減區議會直選議席及面對國安控罪的人士失去在法庭上挑戰當局決定的權利。英國外交部形容中國仍然處於不遵守《中英聯合聲明》的狀態，而英國將與盟友一起譴責中國及香港政府持續不斷侵蝕香港公民權利和政治權利以及香港的高度自治權。中國政府應恪守所有國際承諾，包括《中英聯合聲明》。
同日，香港政府發聲明回應，認為《報告書》是在對成功實踐一国两制的香港進行惡意詆毀和政治攻擊，就此表示強烈不滿和堅決反對，並再次強烈敦促英國政府遵從國際法和國際關係的基本準則，立即停止干涉純屬中國內政的香港事務。聲明續反對英國政府一再惡意詆毀《香港國安法》，而執法部門一直根據證據執法，與政治立場及背景無關，而煽動罪在香港法院的案件中已確認符合《基本法》及《香港人權法案》條文。聲明又指，英國沒有香港的海外律師專案認許制度，指「遑論是容許沒有當地全面執業資格的海外律師辦理英國的國家安全案件」，形容英方「妄加置喙，是典型的『雙標』，虛偽至極。」
同日，外交部駐港公署亦發表題為《香港發展未來可期，唱衰抹黑注定失敗》的聲明，對《報告書》表示強烈不滿及堅決反對，斥其說三道四，「徹底淪為政治表演工具，毫無公信力可言！」公署重申中方治理香港的法律依據是中國憲法及《基本法》，並非《中英聯合聲明》，英方並無監督權，斥其為歪曲歷史。聲明指「任何誹謗、抹黑、唱衰香港的雜音與噪音」亦「阻撓不了香港由治及興的歷史進程」，敦促英方「不要再沉溺於昔日的殖民舊夢」。

### 2024年
2024年4月15日，英國外交部發表最新一份《香港半年報告書》。外相卡梅倫於報告序言批評，北京在港強行實施《國安法》違反《中英聯合聲明》，令政治反對派幾乎被消除、異議被定為刑事犯罪、民間社會被邊緣化，香港當局打擊「軟對抗」的努力甚至瞄準那些對香港和中國政府的支持只有些微偏差的人。序言特別提到審訊中的黎智英案，呼籲香港政府釋放英國公民黎智英，並要求北京廢除港區《國安法》。卡梅倫指港府試圖將國家安全法律「域外化」，於去年7月和12月，港警向13名僅因行使言論自由權利的海外港人發出懸賞通緝令，當中很多人現居英國。他強調，英方不會容忍任何外國勢力威脅、騷擾或傷害在英港人，港區《國安法》在英國無任何效力，英國跟香港或中國沒有有效的引渡協議，「我想向我們珍視的在英港人社群保證：你們在這裏是安全的」。序言指出香港於3月23日實施的《基本法》第23條，質疑立法過程倉促，可能與國際人權法不相容，未能達到香港承諾維護的國際標準，並對港人行使權利和自由產生負面影響。英方表示期望香港當局尊重《基本法》對港人權利和自由的保障，維護其高度自治。

## 中国外交部的反应
中华人民共和国外交部一直对于英国政府发布《香港問題半年報告》表示反对，同时指出“英方无权说三道四、指手画脚，不得以任何借口插手干预”，並要求英国“停止发表有关报告，停止干预香港事务”。

## 外部連結
- Six-monthly reports on Hong Kong - GOV.UK（页面存档备份，存于）